# 金谷浩一郎
金谷 浩一郎（かなや こういちろう、1936年4月3日 - 2005年1月25日）は、日本の経営者。同和鉱業社長を務めた。

## 来歴・人物
熊本県出身。1960年に東京大学工学部鉱山学科を卒業し、同年に同和鉱業に入社。1989年6月に取締役に就任し、1993年6月に常務、1997年6月に専務を経て、1998年6月に副社長に就任し、1999年4月には社長に昇格。2002年4月に会長に就任。
2001年4月に藍綬褒章を受章。
2005年1月24日に心不全のために死去。68歳没。